# Sudoeste de Mato Grosso do Sul
Sudoeste de Mato Grosso do Sul è una mesoregione dello Stato del Mato Grosso do Sul in Brasile.

## Microregioni
È suddivisa in 4 microregioni:
- Bodoquena
- Dourados
- Iguatemi